# Braty z Rakemna
Braty z Rakemna – polski zespół muzyczny z Gryfina. Gra muzykę w stylu rock and roll, łączy również elementy punk rocka, avant popu i psychodelii z lat sześćdziesiątych i siedemdziesiątych. Teksty piosenek są komentarzem do rzeczywistości.

## Historia zespołu
Zespół pochodzi z Gryfina nad Odrą. Rozpoczął swoją działalność na przełomie 2002 i 2003 roku. W 2003 roku zrealizował z Maciejem Cieślakiem demo. Został laureatem konkursu Programu 3 Polskiego Radia, a utwór Falbanki znalazł się na Trójkowym Ekspressie vol. 5 – Nowe Twarze przygotowanym przez Pawła Kostrzewę. Następnie zespół Braty z Rakemna podpisał kontrakt z Sony BMG Polska.
9 września 2004 roku został wydany debiutancki album Fusy precz !!!. W ramach promocji zespół grał w klubach w Polsce, brał udział w festiwalu w Węgorzewie, miał koncert na żywo w Studiu Polskiego Radia im. Agnieszki Osieckiej, uczestniczył w programach radiowych i telewizyjnych (np. Kuba Wojewódzki Show). Został także nominowany do Superjedynki w kategorii debiut roku.
Wydanie przez Wytwórnię Krajową drugiego albumu grupy pt. Krew, sex, popyt, podaż zaplanowane było na listopad 2012 roku. Materiał na płytę został doceniony przez jury Festiwalu Młodych Talentów Gramy 2011. Piotr Stelmach umieścił piosenkę Z Twoich tłustych oczu na Trójkowej składance Offensywa 4. Singiel Amigo! rekomendowali Lech Janerka, Jacek „Budyń” Szymkiewicz, Katarzyna Nosowska oraz Czesław Mozil.

## Muzycy
Obecni członkowie
- Jakub Stankiewicz – gitara i śpiew
- Przemysław Waszak – gitara basowa
- Maciej Ziębowicz – instrumenty klawiszowe
- Jarosław Kozłowski (Pogodno, Mitch & Mitch, BiFF) – perkusja[1]

## Dyskografia
- 25 września 2004: Fusy precz !!!
- listopad 2012: Krew, sex, popyt, podaż[2]